# Synagogue Beth-El de Sfax
Pour les articles homonymes, voir Synagogue Beth-El.
La synagogue Beth-El est une synagogue tunisienne située à Sfax, en Tunisie.

## Histoire
Située sur l'avenue d'Algérie en plein centre de Sfax, la synagogue Beth-El est la plus récente synagogue en Tunisie. Inaugurée le 6 juin 1955, elle est aussi l'une des plus grandes du pays.